# Gu Sung-yun
Gu Sung-yun (tiếng Hàn Quốc: 구성윤; Hán-Việt: Cổ Thành Doãn, sinh ngày 27 tháng 6 năm 1994) là một cầu thủ bóng đá người Hàn Quốc thi đấu ở vị trí thủ môn cho câu lạc bộ Hàn Quốc Daegu FC tại giải Hạng Nhất Hàn Quốc K-League. Ngoài ra, anh cũng thi đấu cho đội tuyển U-23 quốc gia Hàn Quốc.

## Sự nghiệp quốc tế
Gu là một phần của đội hình Hàn Quốc tham dự Cúp bóng đá Đông Á 2015.

## Thống kê câu lạc bộ
Cập nhật đến ngày 17 tháng 10 năm 2020.
| Thành tích câu lạc bộ | Thành tích câu lạc bộ      | Thành tích câu lạc bộ | Giải vô địch | Giải vô địch | Cúp                   | Cúp                   | Cúp Liên đoàn | Cúp Liên đoàn | Tổng cộng | Tổng cộng |
| Mùa giải              | Câu lạc bộ                 | Giải vô địch          | Số trận      | Bàn thắng    | Số trận               | Bàn thắng             | Số trận       | Bàn thắng     | Số trận   | Bàn thắng |
| Nhật Bản              | Nhật Bản                   | Nhật Bản              | Giải vô địch | Giải vô địch | Cúp Hoàng đế Nhật Bản | Cúp Hoàng đế Nhật Bản | J. League Cup | J. League Cup | Tổng cộng | Tổng cộng |
| --------------------- | -------------------------- | --------------------- | ------------ | ------------ | --------------------- | --------------------- | ------------- | ------------- | --------- | --------- |
| 2013                  | Cerezo Osaka               | J1 League             | 0            | 0            | 0                     | 0                     | 0             | 0             | 0         | 0         |
| 2014                  | Cerezo Osaka               | J1 League             | 0            | 0            | 0                     | 0                     | 0             | 0             | 0         | 0         |
| 2015                  | Consadole Sapporo          | J2 League             | 33           | 0            | 1                     | 0                     | –             | –             | 34        | 0         |
| 2016                  | Hokkaido Consadole Sapporo | J2 League             | 33           | 0            | 0                     | 0                     | –             | –             | 33        | 0         |
| 2017                  | Hokkaido Consadole Sapporo | J1 League             | 33           | 0            | 0                     | 0                     | 3             | 0             | 36        | 0         |
| 2018                  | Hokkaido Consadole Sapporo | J1 League             | 34           | 0            | 2                     | 0                     | 0             | 0             | 36        | 0         |
| 2019                  | Hokkaido Consadole Sapporo | J1 League             | 33           | 0            | 0                     | 0                     | 1             | 0             | 34        | 0         |
| 2020                  | Hokkaido Consadole Sapporo | J1 League             | 1            | 0            | 0                     | 0                     | 1             | 0             | 2         | 0         |
| 2020                  | Daegu FC                   | K League 1            | 17           | 0            | 2                     | 0                     | 0             | 0             | 19        | 0         |
| Tổng cộng sự nghiệp   | Tổng cộng sự nghiệp        | Tổng cộng sự nghiệp   | 184          | 0            | 5                     | 0                     | 5             | 0             | 194       | 0         |